# Cylindrocarpon lichenicola
Cylindrocarpon lichenicola är en svampart som först beskrevs av Caro Benigno Massalongo, och fick sitt nu gällande namn av David Leslie Hawksworth 1979. Cylindrocarpon lichenicola ingår i släktet Cylindrocarpon och familjen Nectriaceae.   Inga underarter finns listade i Catalogue of Life.